# Centruroides limpidus
El alacrán de Morelos (Centruroides limpidus) es una especie de escorpión de la familia Buthidae. Está en séptimo lugar entre los alacranes más venenosos del mundo y el tercero más venenoso de México.

## Distribución
Esta especie es endémica de México. Se encuentra en el suroeste de Puebla, en el extremo noroeste de Oaxaca, en el norte de Guerrero, en Morelos, en Ciudad de México, en el sur de Querétaro y en Michoacán.

## Descripción
El tronco del sintipo mide 18 mm y la cola 30 mm.

- Datos: Q2946248
- Multimedia: Centruroides limpidus / Q2946248